# Louis Bielle-Biarrey
Pour les articles homonymes, voir Bielle.

a Compétitions nationales et continentales officielles uniquement.

b Matchs officiels uniquement.
Dernière mise à jour le 20 aout 2025.
Louis Bielle-Biarrey, né le 19 juin 2003 à La Tronche (Isère), est un joueur international français de rugby à XV qui joue aux postes d'ailier ou d'arrière à l'Union Bordeaux Bègles.
Sélectionné dans le XV de France à partir de 2023, il dispute sa première Coupe du monde cette année-là, où les Bleus sont éliminés en quart-de-finale à domicile. Il remporte ensuite le Tournoi des Six Nations 2025 en égalant le record d'essais (huit) en une édition, vieux d'un siècle. Il est par ailleurs désigné meilleur joueur de l'édition, faisant de lui le second joueur français à obtenir cette récompense après Antoine Dupont.
Avec l'Union Bordeaux Bègles, Louis Bielle-Biarrey est finaliste du Top 14 en 2024 et remporte la Champions Cup en 2025.
Il est considéré par les observateurs comme l'un des meilleurs ailiers du monde pour ses qualités techniques et sa vitesse. 

## Biographie

### Jeunesse et formation

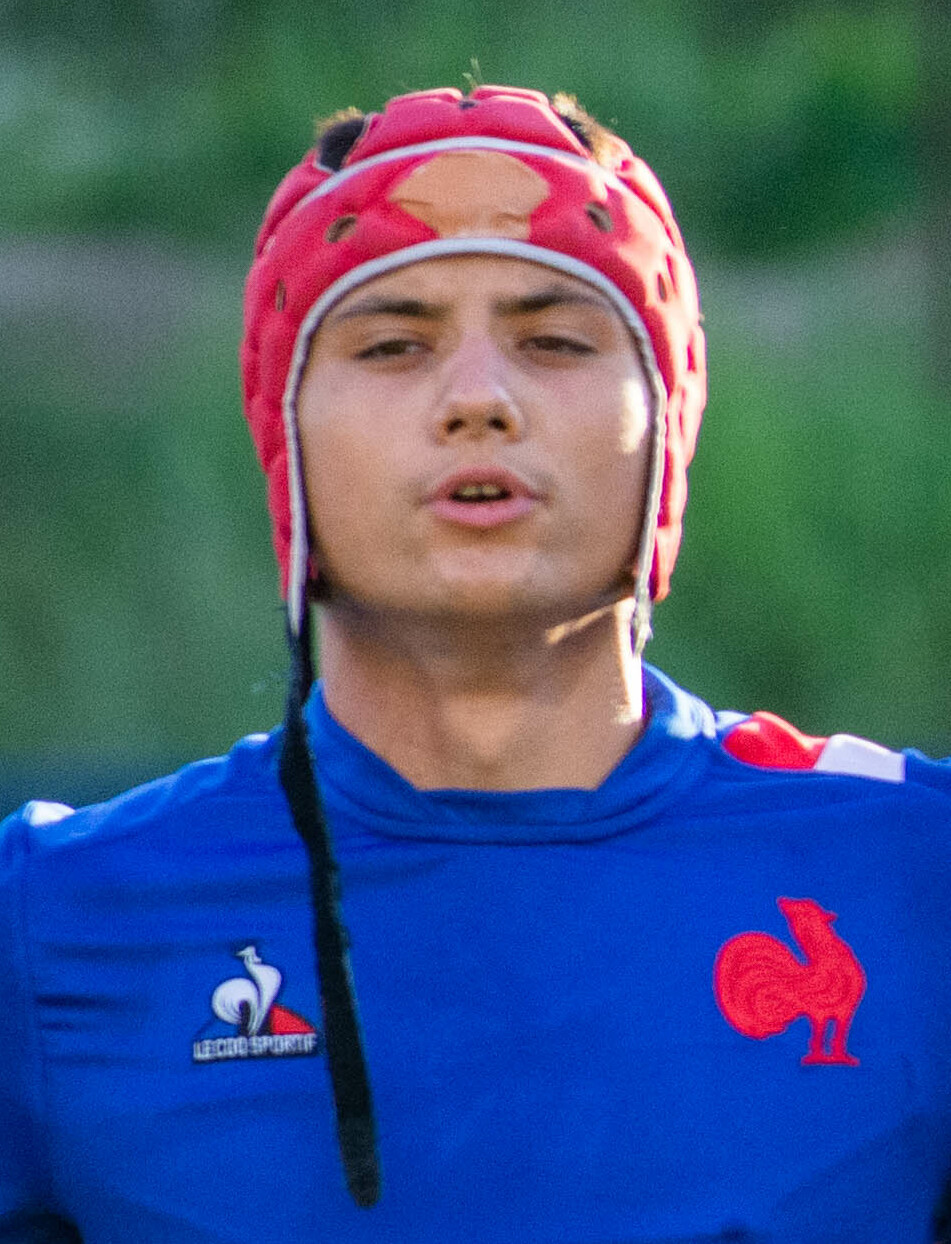
Louis Bielle-Biarrey joue avec un casque rouge depuis l’âge de sept ans.

Louis Bielle-Biarrey est né à La Tronche dans le département de l'Isère.
Ses parents étant venus faire carrière dans l'ingénierie à Grenoble, il est d'origine réunionnaise du côté de sa mère et toulousaine par son père,, ce dernier étant éducateur bénévole à l'école de rugby de Seyssins. Il a également un grand-père d’origine chinoise.
Louis Bielle-Biarrey  commence le rugby à XV en 2008 dès ses cinq ans dans la ville de Seyssins, à côté de Grenoble et jusqu'à l'âge de treize ans, avant de continuer sa formation au FC Grenoble, de 2016 à 2021. Il est par conséquent, joueur issu de la filière formation française (JIFF).
Avant son arrivée à Grenoble, il évolue au poste de demi d'ouverture puis il est finalement formé aux postes d'arrière et d'ailier,.
En 2018, il intègre le Lycée Vaucanson à Grenoble.
En novembre 2020, la Fédération française de rugby annonce qu'il est retenu dans le groupe Pôle France pour la saison 2020-2021.
Durant l'été 2021, juste après avoir obtenu un baccalauréat général, il fait ses débuts en équipe de France des moins de 20 ans à l'occasion de la deuxième journée du Tournoi des Six Nations des moins de 20 ans 2021 face à l'Italie. Il dispute deux autres rencontres et inscrit un essai contre l'Irlande.
Il est ensuite recruté à l'âge de dix-huit ans par l'Union Bordeaux Bègles où il signe un contrat de deux ans, à partir de la saison 2021-2022.

### Débuts professionnels à l'Union Bordeaux Bègles (depuis 2022)
Louis Bielle-Biarrey fait ses débuts en professionnel avec l'Union Bordeaux Bègles six mois plus tard, en janvier 2022, contre le CA Brive en Top 14 à l'âge de dix-huit ans. Le 16 janvier, pour sa toute première titularisation en professionnel, il marque trois essais et est élu « homme du match » dans une rencontre de Coupe d'Europe contre la sélection provinciale galloise des Scarlets,,. Cette saison-là, il a pris part à huit rencontres, inscrit quatre essais et marqué vingt-deux points. Durant l'été suivant, il est également sélectionné avec les Bleuets pour les Six Nations Summer Series, une nouvelle compétition estivale, il joue quatre matchs et inscrit trois essais.
Durant le début de saison 2022-2023, il est régulièrement titulaire avec l'UBB. En novembre 2022, il est appelé avec les Barbarians français, dans un groupe de 23 joueurs, pour affronter les Fidji au Stade Pierre-Mauroy. En janvier 2023, alors qu'il doit être sélectionné par l'équipe de France des moins de vingt ans, il est réquisitionné, à seulement 19 ans, pour la première fois en équipe de France, par Fabien Galthié, pour préparer le Tournoi des Six Nations 2023. Il est alors le deuxième plus jeune joueur retenu dans le groupe français,. Cependant, il n'est pas retenu pour la première journée et fait son retour avec les Bleuets dès la deuxième journée du Tournoi des Six Nations des moins de 20 ans 2023, qu'il dispute en tant que titulaire. Par la suite, il dispute les deux dernières journées et inscrit un doublé lors de l'ultime match que la France remporte pour terminer à la seconde place de la compétition,. À l'issue de cette saison, il est nommé pour l'Oscar espoir aux Oscars du Midi olympique, récompensant le meilleur jeune joueur français de la saison. Il remporte la distinction.

### Débuts internationaux et Coupe du monde (2023)
Alors qu'il ne compte aucune sélection, Louis Bielle-Biarrey est sélectionné fin juin 2023 dans une liste de 42 joueurs pour préparer la Coupe du monde 2023. Le 5 août 2023, lors du match de préparation face à l'Écosse, il vit sa première sélection avec le XV de France et inscrit à cette occasion son premier essai international. Après avoir participé aux trois premiers matchs de préparation, il est sélectionné dans la liste des 33 joueurs qui jouent la Coupe du monde en France. Il marque ensuite un essai, à 20 ans et 87 jours, dans le deuxième match de poule du XV de France, contre l'Uruguay, confirmant la victoire de son équipe « accrochée » par l'adversaire. Lors de la troisième journée, il inscrit un doublé lors de l'écrasante victoire des Bleus face à la Namibie (96-0). Il se distingue notamment lors de son deuxième essai d'une course avoisinant les 80 mètres parcourus. Face à l'Italie, à la treizième minute de la dernière journée de phase de poule, Louis Bielle-Biarrey inscrit son cinquième essai en six sélections en équipe de France. 
Le 12 février 2024, son club annonce que son contrat est prolongé pour deux saisons, soit jusqu'en 2027. Le 28 juin 2024, il est titulaire en finale du Top 14, organisée exceptionnellement au stade Vélodrome de Marseille, face au Stade toulousain. Les Bordelais ne parviennent pas à inquiéter les Toulousains et s'inclinent sur le large score de 59 à 3. À l'issue de la saison, Louis Bielle-Biarrey est ensuite élu dans l'équipe type de la saison 2023-2024 de Top 14.
L'année suivante, le 24 mai 2025, il est titulaire en finale de la Champions Cup au Millennium Stadium de Cardiff face aux Northampton Saints. Les bordelo-bèglais s'imposent 28 à 20 face aux anglais et remportent ainsi le premier titre de l'histoire du club.

## Casque de protection
Vers 8 ans, son père a offert à Louis Bielle-Biarrey un casque d'occasion de couleur rouge. Il l'a gardé jusqu'à la saison 2019-2020, puis l'a remplacé par un modèle de même couleur. Toutefois, depuis le début de la saison 2024-2025, la Ligue lui interdit le port d'un casque rouge lors des matches de championnat de France à l'extérieur pour une question d'uniformisation des couleurs, car Bordeaux Bègles joue en blanc dans ces cas-là. Pour Bielle-Biarrey, le rouge de son casque ayant une valeur sentimentale, il compte lui rester fidèle jusqu'à la fin de sa carrière, et en particulier lors les matchs internationaux et ceux de la Champions Cup. 

## Statistiques

### En club
| Saison    | Club                  | Championnat | Championnat | Championnat | Championnat | Compétitions EPCR | Compétitions EPCR | Compétitions EPCR | Compétitions EPCR | Compétitions EPCR |
| Saison    | Club                  | Compétition | M.          | Es.         | Pts         | Comp.             | M.                | Es.               | Tr.               | Pts               |
| --------- | --------------------- | ----------- | ----------- | ----------- | ----------- | ----------------- | ----------------- | ----------------- | ----------------- | ----------------- |
| 2021-2022 | Union Bordeaux Bègles | Top 14      | 7           | 1           | 5           | Coupe d'Europe    | 1                 | 3                 | 1                 | 17                |
| 2022-2023 | Union Bordeaux Bègles | Top 14      | 21          | 5           | 25          | Champions Cup     | -                 | -                 | -                 | -                 |
| 2023-2024 | Union Bordeaux Bègles | Top 14      | 15          | 5           | 25          | Champions Cup     | 5                 | 6                 | -                 | 30                |
| 2024-2025 | Union Bordeaux Bègles | Top 14      | 16          | 13          | 65          | Champions Cup     | 6                 | 8                 | -                 | 40                |
| Total     | Total                 | Total       | 59          | 24          | 120         |                   | 12                | 17                | 1                 | 87                |

### En équipe nationale
Au 15 mars 2025, Louis Bielle-Biarrey compte 19 sélections, dont 18 en tant que titulaire au sein du XV de France avec 18 essais inscrits, depuis sa première cape face à l'Ecosse le 5 août 2023.
Il compte deux participations au Tournoi des Six Nations en 2024 et 2025 et une participation à la Coupe du monde en 2023 .
Il se distingue lors du Tournoi des Six Nations 2025 en égalant le record d'essais (huit) en une édition, vieux d'un siècle.
| Année | Compétition             | M. | Pts | Es. |
| ----- | ----------------------- | -- | --- | --- |
| 2023  | Test matchs             | 3  | 5   | 1   |
| 2023  | Coupe du monde          | 4  | 20  | 4   |
| 2024  | Test matchs             | 3  | 20  | 4   |
| 2024  | Tournoi des Six Nations | 4  | 5   | 1   |
| 2025  | Tournoi des Six Nations | 5  | 40  | 8   |
| Total | Total                   | 19 | 90  | 18  |

| Numéro | Date              | Lieu                                   | Adversaire       | Compétition                  | Résultat | Score |
| ------ | ----------------- | -------------------------------------- | ---------------- | ---------------------------- | -------- | ----- |
| 1      | 5 août 2023       | Murrayfield Stadium, Édimbourg         | Écosse           | Test match                   | Défaite  | 25-21 |
| 2      | 14 septembre 2023 | Stade Pierre-Mauroy, Villeneuve-d'Ascq | Uruguay          | Coupe du monde 2023          | Victoire | 27-12 |
| 3      | 21 septembre 2023 | Stade Vélodrome, Marseille             | Namibie          | Coupe du monde 2023          | Victoire | 96-0  |
| 4      | 21 septembre 2023 | Stade Vélodrome, Marseille             | Namibie          | Coupe du monde 2023          | Victoire | 96-0  |
| 5      | 6 octobre 2023    | Parc Olympique lyonnais, Lyon          | Italie           | Coupe du monde 2023          | Victoire | 60-7  |
| 6      | 10 février 2024   | Murrayfield Stadium, Édimbourg         | Écosse           | Tournoi des Six Nations 2024 | Victoire | 16-20 |
| 7      | 9 novembre 2024   | Stade de France, Saint-Denis           | Japon            | Test match                   | Victoire | 52-12 |
| 8      | 9 novembre 2024   | Stade de France, Saint-Denis           | Japon            | Test match                   | Victoire | 52-12 |
| 9      | 16 novembre 2024  | Stade de France, Saint-Denis           | Nouvelle-Zélande | Test match                   | Victoire | 30-29 |
| 10     | 22 novembre 2024  | Stade de France, Saint-Denis           | Argentine        | Test match                   | Victoire | 37-23 |
| 11     | 31 janvier 2025   | Stade de France, Saint-Denis           | Pays de Galles   | Tournoi des Six Nations 2025 | Victoire | 43-0  |
| 12     | 31 janvier 2025   | Stade de France, Saint-Denis           | Pays de Galles   | Tournoi des Six Nations 2025 | Victoire | 43-0  |
| 13     | 8 février 2025    | Stade de Twickenham, Twickenham        | Angleterre       | Tournoi des Six Nations 2025 | Défaite  | 26-25 |
| 14     | 8 février 2025    | Stade de Twickenham, Twickenham        | Angleterre       | Tournoi des Six Nations 2025 | Défaite  | 26-25 |
| 15     | 23 février 2025   | Stade olympique, Rome                  | Italie           | Tournoi des Six Nations 2025 | Victoire | 73-24 |
| 16     | 8 mars 2025       | Aviva Stadium, Dublin                  | Irlande          | Tournoi des Six Nations 2025 | Victoire | 42-27 |
| 17     | 8 mars 2025       | Aviva Stadium, Dublin                  | Irlande          | Tournoi des Six Nations 2025 | Victoire | 42-27 |
| 18     | 15 mars 2025      | Stade de France, Saint-Denis           | Écosse           | Tournoi des Six Nations 2025 | Victoire | 35-16 |

## Palmarès

### En club
- Finaliste du Championnat de France en 2024 et 2025 avec l'Union Bordeaux Bègles.
- Vainqueur de la Champions Cup en 2025 avec l'Union Bordeaux Bègles.

### En sélection
- Vainqueur du Tournoi des six nations en 2025.

#### Coupe du monde
| Édition     | Rang               | Résultats France | Résultats Bielle-Biarrey | Matchs Bielle-Biarrey |
| ----------- | ------------------ | ---------------- | ------------------------ | --------------------- |
| France 2023 | Quart de finaliste | 4 v, 0 n, 1 d    | 3 v, 0 n, 1 d            | 4/5                   |

#### Tournoi des Six Nations
| Édition          | Rang | Résultats France | Résultats Bielle-Biarrey | Matchs Bielle-Biarrey |
| ---------------- | ---- | ---------------- | ------------------------ | --------------------- |
| Six Nations 2024 | 2    | 3 v, 1 n, 1 d    | 3 v, 0 n, 1 d            | 4/5                   |
| Six Nations 2025 | 1    | 4 v, 0 n, 1 d    | 4 v, 0 n, 1 d            | 5/5                   |

Légende : v = victoire ; n = match nul ; d = défaite ; la ligne est en gras quand il y a Grand Chelem.

### Distinctions personnelles
- Oscars du Midi olympique :  Oscar espoir 2023.
- Meilleur marqueur d'essais de la Champions Cup en 2024 (6 essais).
- Membre de l'équipe type du Championnat de France en 2024.
- Meilleur marqueur d'essais du Tournoi des Six Nations en 2025 (8 essais).
- Membre de l'équipe type du Tournoi des Six Nations en 2025.
- Meilleur joueur du Tournoi des Six Nations en 2025 [41].
- Élu joueur ayant inscrit le plus bel essai du Tournoi des Six Nations en 2025[42].
- Pat Marshall Award 2025, remis par la presse spécialisée britannique[43].
- Meilleur marqueur d'essais du Championnat de France en 2025[44] (13 essais)
- Élu joueur ayant inscrit le plus bel essai de la Champions Cup en 2025[45]